# Хайнрих Баварски
Хайнрих Луитполд Баварски (на немски: Heinrich Luitpold von Bayern; * 24 юни 1884, Мюнхен; † 8 ноември 1916, Арджеш, Румъния) е принц от династията на Вителсбахите, баварски майор през Първата световна война.

## Живот
Той е единственият син на генерал-фелдмаршал принц Арнулф Баварски (1852 – 1907) и съпругата му принцеса Тереза фон Лихтенщайн (1850 – 1938), дъщеря на княз Алойз II фон Лихтенщайн (1796 – 1858) и графиня Франциска Кински (1813 – 1881). Внук е на крал Лудвиг I и племенник на Лудвиг III (1845 – 1921), последният крал на Бавария.
Хайнрих Баварски е възпитаван от Йозеф Гебхард Химлер (1865 – 1936), бащата на Хайнрих Химлер. По-късно баварският принц става кръстник на Хайнрих Химлер. Вторият син на учителя му е кръстен на него.
След гимназията принц Хайнрих влиза през 1901 г. на 17 години като лейтенант в баварската пехота. След четири години той отива в кавалерията. През 1907 г. става полковник-лейтенант и след три години ритмайстер. От 1910 до 1912 г. завършва II. и III. част в Баварската Военна академия.
На 5 юни 1911 г. Хайнрих остава невредим след катастрофа с кола и дарява след това 2. m Колона на Мария в Хьоенкирхен, осветена на 18 октомври 1911 г.
След военната академия Хайнрих става шеф на ескадрон и тръгва на 3 август 1914 г. в Първата световна война на Западния фронт. Той е ранен и след това се разболява. Премества се в пехотата. През януари 1915 г. е повишен на майор и участва като командир в Каринтските Алпи.
В битката при Вердюн Хайнрих превзема селото Флуори. Там той си прави в мазето на къща място за заповеди. Къщата е ударена, пада и погребва принца. След часове другарите му пробиват дупка през стената, извикват помощ и го изваждат. На 24 юни 1916 г. той е награден за смелостта си в битките с ордена на Железен кръст I. класа. Той получава също рицарския кръст на „Макс-Йозеф-Орден“. През септември/октомври 1916 г. той има също успехи в боевете в Румъния. Той е ранен на 7 ноември 1916 г. в Монте Зуле близо до Зибю при Херманщат (Сибиу) в битка в Трансилвания. На следващия ден умира от раните си. Последните му думи са „Noblesse oblige!“ Погребан е в Театинската църква в Мюнхен.
През ноември 1916 г. пристига съобщението за смъртта му и войниците кръщават построената през май 1916 г. капела в Каринтските Алпи „Принц-Хайнрих-Капеле“. В Ленгрис се създава през 1935/1936 г. казармата „Принц-Хайнрих-Казерне“.

## Галерия
- Колоната на Мария в Хьоенкирхен
- Книгата за биографията на Хайнрих Баварски, Мюнхен, 1917